# 奎宿增二
奎宿增二，即双鱼座55（55 Psc）是双鱼座的一个双星系统，视星等为+5.4，距离地球约414光年。